# Brcsevo
Brcsevo (macedónul: Брчево) település Észak-Macedóniában, a Délnyugati körzetben, Sztruga községben.

## Népesség
| Lakosok száma | 299  | 316  | 355  | 308  | 140  | 54   | 33   | 9    | 6    |
|               | 1948 | 1953 | 1961 | 1971 | 1981 | 1991 | 1994 | 2002 | 2021 |

2002-ben 9 lakosa volt, akik mindannyian macedónok.